# Lathyrus leptophyllus
Lathyrus leptophyllus är en ärtväxtart som beskrevs av Friedrich August Marschall von Bieberstein. Lathyrus leptophyllus ingår i släktet vialer, och familjen ärtväxter. Inga underarter finns listade i Catalogue of Life.